# Gloydius himalayanus
Gloydius himalayanus es una especie de serpiente venenosa de la familia de las víboras (Viperidae). Se distribuye a lo largo de las laderas del sur de los Himalayas en Pakistán, India y Nepal. Actualmente no se ha reconocido ninguna subespecie.

## Descripción
La cabeza es ancha y elongada, con escamas dispuestas simétricamente. Las escamas dorsales están fuertemente quilladas. La escama postocular es elongada extendiéndose hacia atrás y separando el ojo de las escamas supralabiales. El dorso es pardusco, moteado o con manchas irregulares formando un patrón de barras transversales. Las escamas ventrales son blancas con puntos o motas negros y rojos. La longitud promedio de estas serpientes oscila entre los 76 y 90 cm. La cuenta de escamas dorsales es "(20 a 23) - 21 (19 a 23) - 17 (15)", lo cual significa que detrás de la cabeza hay de entre 20 a 23 filas; a la mitad del cuerpo hay normalmente 21 filas, pero varía entre 19 y 23; y justo antes de la cloaca, normalmente hay 17 filas, pero en algunos casos hay 15.

## Distribución y hábitat
Se distribuye en las estribaciones meridionales del Himalaya desde el nordeste de Pakistán, hasta el norte de la India (Cachemira y Punyab) y Nepal. Los informes acerca de que esta especie vive en Sikkim (India) necesitan ser confirmados.
Esta serpiente de montaña se encuentra en altitudes que varían de 2100 a 4900 m en la zona media y occidental de la cordillera del Himalaya. Se refugia en grietas, dentro o bajo las rocas, debajo de peñascos, salientes, piedras, hojas y madera caída.

## Comportamiento y dieta
Es una especie nocturna y terrestre, a menudo vista cerca de su escondite, en el cual se refugia cuando es molestada. Es una víbora perezosa y tímida, que se mueve lentamente de un lugar a otro. Su dieta consiste principalmente de milpiés, ciempiés, y roedores pequeños.

## Veneno
La mordedura de esta especie provoca un dolor intenso e hinchazón en la zona de la mordedura, síntomas que por lo general desaparecen en dos o tres días, incluso sin tratamiento.